# Sarabere
Sarabere (Sara Bete) ist eine osttimoresische Aldeia im Suco Betulau (Verwaltungsamt Lequidoe, Gemeinde Aileu). 2015 lebten in der Aldeia 216 Menschen.

## Geographie und Einrichtungen
Die Aldeia Sarabere nimmt den Südwesten des Sucos Betulau ein, südlich des Flusses Manufonihun, der später Manufonibun heißt. Er gehört zum System des Nördlichen Laclós. Östlich befindet sich die Aldeia Naumata. Im Norden grenzt Sarabete an den Suco Acubilitoho, im Westen an das Verwaltungsamt Aileu mit seinem Suco Lausi und im Süden an das zur Gemeinde Ainaro gehörende Verwaltungsamt Maubisse mit seinem Suco Maulau.
Im Norden liegt am Manufonihun das Dorf Sarabere, das mit einfachen Pisten mit den Nachbarorten verbunden ist. Hier befindet sich die Mariengrotte Gruta Bairo Sara Bere.